# Slaget vid Burbiafloden
Slaget vid Río Burbia eller slaget vid Burbiafloden var ett slag som utkämpades år 791 mellan asturiska trupper, kommenderade av kung Bermudo I av Asturien, och Córdobaemiratets trupper, ledda av Yusuf ibn Bujt. Slaget inträffade i samband med att Hisham I:s ghazier stred mot kristna rebeller på norra delen av Iberiska halvön. Slaget ägde rum i närheten av Río Burbia, i det område som idag är känt under namnet Villafranca del Bierzo. Slaget resulterade i andalusisk seger.